# Пет'ял
Пет'я́л (рос. Петъял, марій. Пӧтъял) — присілок у складі Волзького району Марій Ел, Росія. Адміністративний центр Пет'яльського сільського поселення.

## Населення
Населення — 829 осіб (2010; 732 у 2002).
Національний склад (станом на 2002 рік):
- марі — 94 %